# Halocharis hispida
Halocharis hispida är en amarantväxtart som först beskrevs av Alexander Gustav von Schrenk, och fick sitt nu gällande namn av Aleksandr Andrejevitj Bunge. Halocharis hispida ingår i släktet Halocharis och familjen amarantväxter. Inga underarter finns listade i Catalogue of Life.